# لاسلو كوتي
لاسلو كوتي (بالمجرية: Kuti László)‏ هو لاعب كرة قدم مجري في مركز الهجوم، ولد في 20 أكتوبر 1954 في سيكشفهيرفار في المجر. شارك مع منتخب المجر لكرة القدم. أما مع النوادي، فقد لعب مع دينيزلي سبور ونادي بودابست هونفيد ونادي دوناويفاروش ونادي مول فيهيرفار.

## وصلات خارجية
- لاسلو كوتي على موقع قاعدة بيانات كرة القدم.إي يو (الإنجليزية)
- لاسلو كوتي على موقع ناشيونال فوتبول تيمز (الإنجليزية)